# Социопат (телесериал)
«Социопа́т» (англ. Twisted, дословно «Запу́танные») — американский драматический телесериал с элементами триллера, который транслировался на телеканале ABC Family 19 марта 2013 года по 1 апреля 2014 года.
13 августа 2014 года ABC Family объявил, что телесериал не будет продлён на второй сезон.

## Сюжет
Сюжет сериала вращается вокруг шестнадцатилетнего парня Дэнни Десаи (Эван Джогиа), который был обвинён в убийстве своей тёти, когда ему было одиннадцать лет. Проведя пять лет в колонии несовершеннолетних, он освобождается и возвращается в родной город Грин Гроув. Пытаясь возродить старую дружбу и борясь с осуждением сверстников, Дэнни становится главным подозреваемым в убийстве своей одноклассницы. Понимая, что город не заботится о поимке настоящего убийцы, а хотят просто повесить это преступление на него, Дэнни решает во что бы то ни стало очистить своё имя. В то же время он хранит страшную тайну, которую никому не открывал — причину, по которой он убил свою тётю.

## В ролях

### Основной состав
- Эван Джогиа — Дэнни Десаи
- Кайли Банбери — Лейси Портер
- Мэдди Хассон — Джо Мастерсон
- Эштон Мойо — Рико
- Дениз Ричардс — Карен Десаи
- Кимберли Куинн — Тесс Мастерсон
- Сэм Робардс — Кайл Мастерсон

### Второстепенный состав
- Ти Джей Рамини — Викрам Десаи
- Каринн Мур — Реджина Крейн
- Грей Деймон — Арчи Йейтс
- Бриттани Каррен — Фиби Дейли
- Крис Зилка — Тайлер Льюис
- Джамила Веласкес — Сарита
- Джон Делука — Коул Фррелл
- Тодд Джулиан — Скотт Огден
- Кристофер Казинс — мэр Роллинс
- Робин Гивенс — Джуди
- Джессика Так — Глория Крейн
- Дайя Вайдя — Сэнди
- Аарон Хилл — Эдди
- Роб Чен — директор Марк Тенг
- Элай Генри — Даг
- Джек Фалахи — Чарли Макбрайд
- Синти Ву — Энди Денг
- Иван Сергей — Джек Тейлор
- Брианна Хоули — Уитни Тейлор
- Стэйси Хайдук — Мэрилин Росси
- Кэти Наджими — миссис Фиск
- Кейко Аджена — Эйприл Танака

## Разработка и производство
Первоначально телесериал имел название «Социо», но был переименован во время производственного периода в начале 2013 года. Зелёный свет пилотному эпизоду был дан в августе 2012 года, а спустя три месяца в октябре того же года, он был отснят в Нью-Йорке. В феврале 2013 года ABC Family заказал сериал. Съёмки начались 3 апреля 2013 года в Studio City в Лос-Анджелесе.
Шоу частично снято в Хадсон-Вэлли. Некоторые сцены сняты в небольшом городке Наяк, Нью-Йорк (в 35-и милях к северу от Манхэттена). «Пироги Джонни», где происходят многие сцены, является настоящей столовой, расположенной на Главной улице в Наяке.

### Кастинг
Мэдди Хассон и Кайли Банбери были взяты на роли Джо и Лейси соответственно в сентябре 2012 года. Спустя месяц было объявлено, что Эван Джогиа, Дениз Ричардс, Кимберли Куинн, Кэти Наджими и Грей Деймон будут играть Дэнни, Карен, Тесс, миссис Фиск и Арчи соответственно.

## Эпизоды
| № | Название                                                                 | Режиссёр      | Автор сценария              | Дата премьеры   | Зрители в США (млн) |
| --- | ------------------------------------------------------------------------ | ------------- | --------------------------- | --------------- | ------------------- |
| 1 | «Pilot» «Пилот»                                                          | Джон Эмиел    | Адам Милч                   | 19 марта 2013   | 1,19                |
| Примечание: Повтор пилотного эпизода состоялся 11 июня 2013 года, который привлёк 1,61 млн. зрителей. |                                                                          |               |                             |                 |                     |
| 2 | «Grief is a Five Letter Word» «Горе»                                     | Гэвин Полон   | Адам Милч                   | 18 июня 2013    | 1,80                |
| 3 | «PSA de Resistance» «Противостояние»                                     | Джо Лазаров   | Энди Ризер                  | 25 июня 2013    | 1,36                |
| 4 | «Sleeping with the Frenemy» «Спать с врагом»                             | Джошуа Батлер | Кэй Рейндл и Эрин Маэр      | 2 июля 2013     | 1,06                |
| 5 | «The Fest and the Furi» «Фестиваль»                                      | Дэйзи Майер   | Дебра Дж. Фишер             | 9 июля 2013     | 1,61                |
| 6 | «Three for the Road» «Три на дорожку»                                    | Джо Лазаров   | Дэвид Бабкок                | 16 июля 2013    | 1,58                |
| 7 | «We Need to Talk About Danny» «Не нужно говорить о Дэнни»                | Крис Грисмер  | Брайан Стадлер              | 23 июля 2013    | 1,48                |
| 8 | «Doc-Trauma» «Травма»                                                    | Роджер Камбл  | Энди Ризер и Финнис Киёмура | 30 июля 2013    | 1,32                |
| 9 | «The Truth Will Out» «Правда»                                            | Джо Лазаров   | Эрин Маэр и Кэй Рейндл      | 6 августа 2013  | 1,50                |
| 10 | «Poison of Interest» «Яд интереса»                                       | Гэвин Полон   | Дэвид Бабкок                | 13 августа 2013 | 1,44                |
| 11 | «Out with the In-Crowd» «Общение с людьми»                               | Джо Лазаров   | Дебра Дж. Фишер             | 27 августа 2013 | 1,62                |
| 12 | «Dead Men Tell Big Tales» «Сказки мертвецов»                             | Гэвин Полон   | Чарльз Прэтт мл.            | 11 февраля 2014 | 1,29                |
| 13 | «Sins of the Father» «Грехи отца»                                        | Гэвин Полон   | Адам Милч                   | 18 февраля 2014 | 1,37                |
| 14 | «Home Is Where the Hurt Is» «Дом там, где боль»                          | Дэвид Джексон | Стейси Ракейсер             | 25 февраля 2014 | 1,12                |
| 15 | «Danny Indemnity» «Возмещение Дэнни»                                     | Чад Лоу       | Энди Ризер                  | 4 марта 2014    | 1,10                |
| 16 | «The Son Also Falls» «Падение сына»                                      | Тери Хэтчер   | Ариана Джексон              | 11 марта 2014   | 1,02                |
| 17 | «You're a Good Man, Charlie McBride» «Ты хороший парень, Чарли Макбрайд» | Дэйзи Маэр    | Адам Милч                   | 18 марта 2014   | 1,13                |
| 18 | «Danny, Interrupted» «Прерванная жизнь, Дэнни»                           | Гэвин Полон   | Стейси Ракейсер             | 25 марта 2014   | 0,73                |
| 19 | «A Tale of Two Confessions» «Повесть о двух исповедях»                   | Гэвин Полон   | Чарльз Прэтт мл.            | 1 апреля 2014   | 0,77                |

## Номинации и награды
| Год  | Награда            | Результат | Категория                                 | Номинант(ы)  | Примечания |
| ---- | ------------------ | --------- | ----------------------------------------- | ------------ | ---------- |
| 2013 | Teen Choice Awards | Номинация | Choice Summer: Актёр                      | Эван Джогиа  | [ 32 ]     |
| 2013 | Teen Choice Awards | Номинация | Choice Summer: Актриса                    | Мэдди Хассон | [ 32 ]     |
| 2014 | Teen Choice Awards | Номинация | Choice TV: Драматический сериал           | «Социопат»   | [ 33 ]     |
| 2014 | Teen Choice Awards | Номинация | Choice TV: Актёр драматического сериала   | Рикки Кинси  | [ 33 ]     |
| 2014 | Teen Choice Awards | Номинация | Choice TV: Актриса драматического сериала | Мэдди Хассон | [ 33 ]     |